# Kai Stighammar
Kai Stighammar var en pseudonym som Karl Gerhard använde sig av när han skrev musik. Den användes även av Gerhard och Herbert Steen tillsammans. Pseudonymen var en sammanslagning av Kai Gullmar, Stig Hansson som var Jules Sylvains egentliga namn och Wilhelm Stenhammar.